# A.S.D. Giorgione Calcio 2000
Associazione Sportiva Dilettantistica Giorgione Calcio 2000 hay đơn giản là Giorgione là một câu lạc bộ bóng đá Ý, có trụ sở tại Castelfranco Veneto, Veneto.

## Lịch sử

### Unione Sportiva Giorgione
Đội được thành lập vào năm 1911.
Đội bóng đã thi đấu trong những năm 1920 tại Seconda cargetoria (cấp độ thứ hai của bóng đá Ý vào thời điểm đó) và gần đây, vào những năm 1990, tại Serie C2, đạt điểm cao nhất trong mùa giải, 1996-97, khi đứng thứ 5 và thua trận bán kết play-off thăng hạng lên Serie C1.
Đội đã bị Tòa án Treviso tuyên bố phá sản vào năm 2000.

### Sau khi phá sản
Đội hiện tại, mặc dù được thành lập vào năm 2000, lấy áo khoác và đặt tên là U.S. Giorgione..
Trong mùa giải 2010-11, đội được thăng hạng từ Eccellenza Veneto lên Serie D.

## Màu sắc và huy hiệu
Màu của đội là màu đỏ.
Badee là một ngôi sao đỏ với sáu điểm.